# Cosmoglotta
Cosmoglotta – czasopismo ukazujące się w języku Occidental, oficjalny organ prasowy Interlingue Union.
Pismo założył w Tallinnie twórca języka Occidental Edgar de Wahl w roku 1922. Początkowo ukazywało się pod nazwą Kosmoglott.
W roku 1927 tytuł czasopisma zmieniono na obecnie używaną Cosmoglotta.

## Redaktorzy naczelni
- 1922–1926 Edgar de Wahl (pod nazwą Kosmoglott numer 1–37)
- 1927–1930 Engelbert Pigal
- 1931–1932 A.Z.Ramstedt, Bertil Blomé
- 1933–1950 Ric Berger
- 1951–1957 Interlingue Institute
- 1958–1985 Alphonse Matejka
- 1985–2000 Adrian J. Pilgrim
- od 2000 Bedřich Plavec